# William Nordhaus
William Dawbney "Bill" Nordhaus (Albuquerque, 31 mei 1941) is een Amerikaans econoom. Hij is verbonden aan de Yale-universiteit. In 2018 kreeg hij, gedeeld met Paul Romer, de Prijs van de Zweedse Rijksbank voor economie voor zijn werk in het integreren van klimaatverandering in economisch onderzoek.
1969: Frisch, Tinbergen ·
1970 : Samuelson ·
1971: Kuznets ·
1972: Hicks, Arrow ·
1973: Leontief ·
1974: Myrdal, Hayek ·
1975: Kantorovitsj, Koopmans ·
1976: Friedman ·
1977: Ohlin, Meade ·
1978: Simon ·
1979: Schultz, Lewis ·
1980: Klein ·
1981: Tobin ·
1982: Stigler ·
1983: Debreu ·
1984: Stone ·
1985: Modigliani ·
1986: Buchanan ·
1987: Solow ·
1988: Allais ·
1989: Haavelmo ·
1990: Markowitz, Miller, Sharpe ·
1991: Coase ·
1992: Becker ·
1993: Fogel, North ·
1994: Harsanyi, Nash, Selten ·
1995: Lucas ·
1996: Mirrlees, Vickrey ·
1997: Merton, Scholes ·
1998: Sen ·
1999: Mundell ·
2000: Heckman, McFadden ·
2001: Akerlof, Spence, Stiglitz ·
2002: Kahneman, Smith ·
2003: Engle, Granger ·
2004: Kydland, Prescott ·
2005: Aumann, Schelling ·
2006: Phelps ·
2007: Hurwicz, Maskin, Myerson ·
2008: Krugman ·
2009: Ostrom, Williamson ·
2010: Diamond, Mortensen, Pissarides ·
2011: Sims, Sargent ·
2012: Roth, Shapley  ·
2013: Fama, Hansen, Shiller  ·
2014: Tirole  ·
2015: Deaton  ·
2016: Hart, Holmström ·
2017: Thaler ·
2018: Nordhaus, Romer ·
2019: Banerjee, Duflo, Kremer ·
2020: Milgrom, Wilson ·
2021: Imbens, Angrist, Card ·
2022: Bernanke, Diamond, Dybvig ·
2023: Goldin ·
2024: Acemoglu, Johnson, Robinson
- Biblioteca Nacional de España: XX1151679
- Bibliothèque nationale de France: cb122806452 (data)
- Catàleg d'autoritats de noms i títols de Catalunya: 981058610884106706
- CiNii: DA00586337
- DBLP: 196/9714
- Gemeinsame Normdatei: 12365291X
- International Standard Name Identifier: 0000 0000 8394 0540
- Library of Congress Control Number: n50006066
- Nationale Bibliotheek van Letland: 000034095
- Mathematics Genealogy Project: 207443
- Bibliotheek van het Japanse parlement: 00451439
- Nationale Bibliotheek van Tsjechië: xx0020063
- Nationale Bibliotheek van Israël: 987007440589305171
- Nederlandse Thesaurus van Auteursnamen: 071008152
- ORCID: 0000-0002-7036-0656
- Système universitaire de documentation: 031627617
- Virtual International Authority File: 73914757
- WorldCat: E39PBJf4gQcrpcCM6WGYrfjXBP